# Amt Hohe Elbgeest
Amt Hohe Elbgeest er et amt i det nordlige Tyskland, beliggende i den sydlige del af Kreis Herzogtum Lauenburg. Kreis Herzogtum Lauenburg ligger i delstaten Slesvig-Holsten. Administrationen er beliggende i kommunen Dassendorf.

## Kommuner i amtet
1. Aumühle
2. Börnsen
3. Dassendorf
4. Escheburg
5. Hamwarde
6. Hohenhorn
7. Kröppelshagen-Fahrendorf
8. Wiershop
9. Wohltorf
10. Worth

I amtet ligger også det kommunefri område Forstgutsbezirk Sachsenwald.

## Historie
Amt Geesthacht-Land blev oprettet i 1948. I 1994 flyttede amtsforvaltningen fra Geesthacht til Dassendorf og samtidig blev navnet ændret til Amt Hohe Elbgeest.
1. januar 2008 indtrådte de to kommuner Aumühle og Wohltorf samt skovgodset fra det tidligere Amt Aumühle-Wohltorf i Amt Hohe Elbgeest .